# Ulee Jalan (Banda Sakti)
Ulee Jalan is een bestuurslaag in het regentschap Lhokseumawe van de provincie Atjeh, Indonesië. Ulee Jalan telt 2376 inwoners (volkstelling 2010).